# Livsmedelsarbetareförbundet

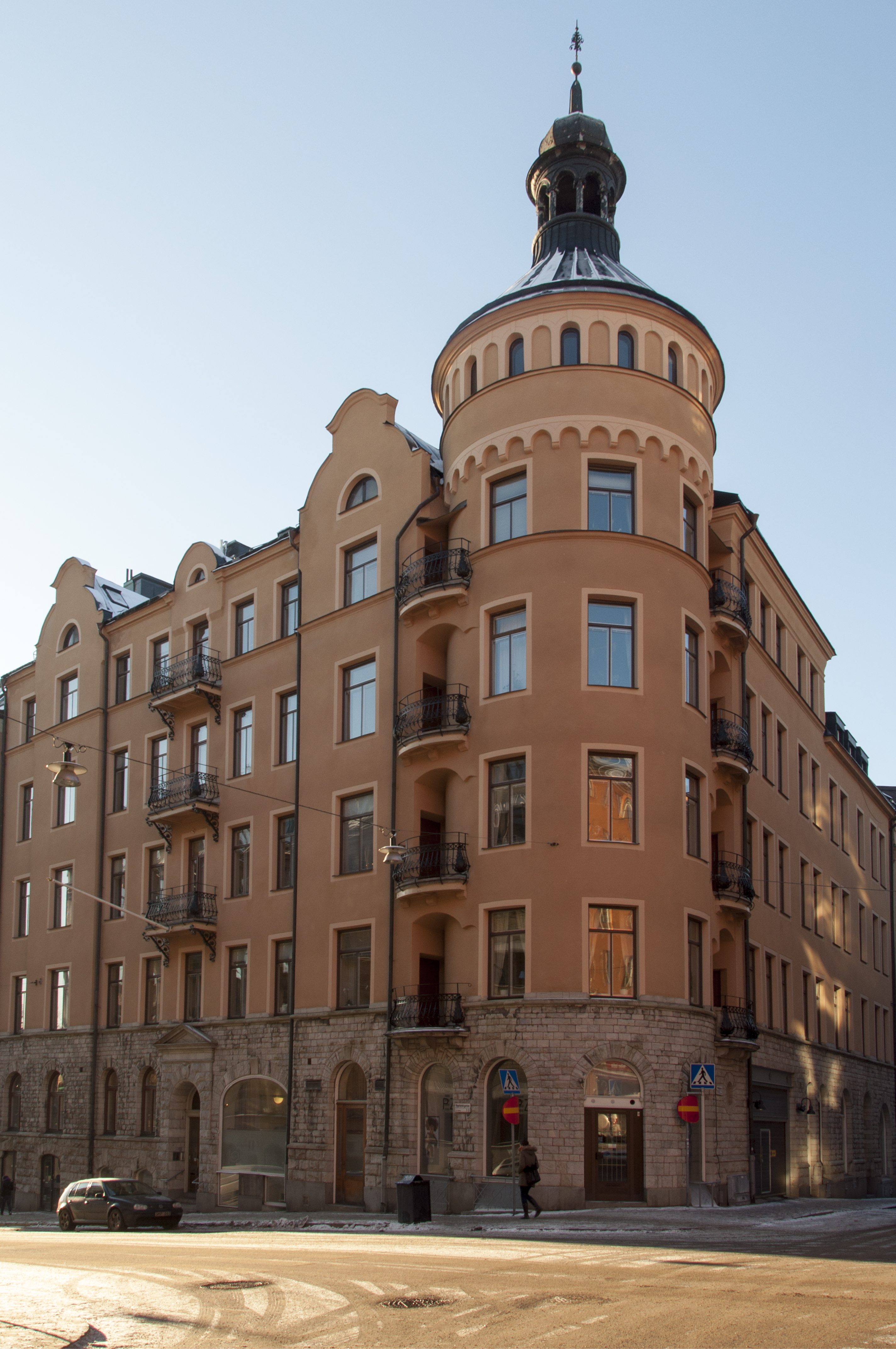
Livsmedelsarbetareförbundets kontor på Upplandsgatan 3 i Stockholm

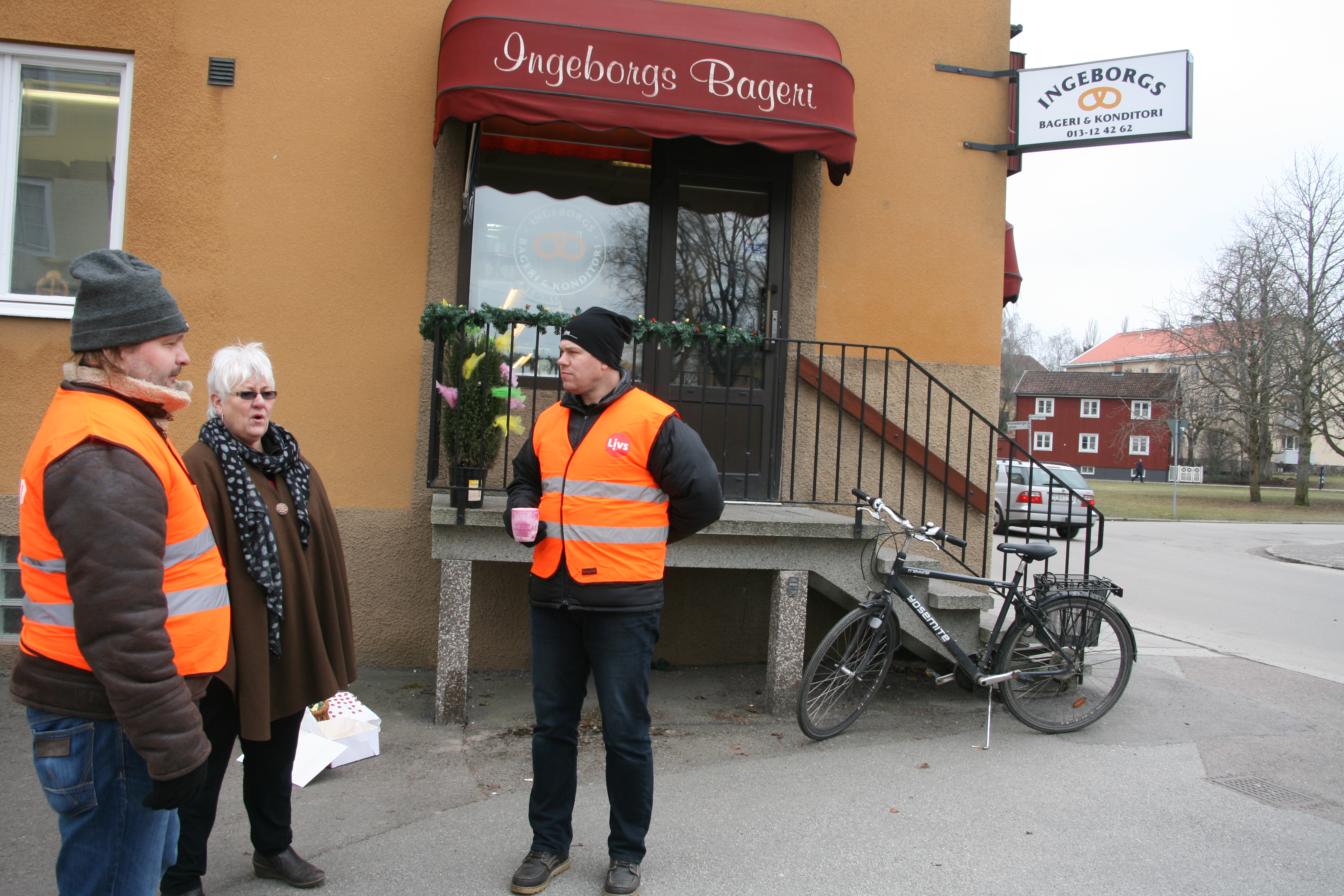
Facklig blockad av Livs mot Ingeborgs bageri i Linköping, våren 2015.

Livsmedelsarbetareförbundet (Livs), tidigare Svenska Livsmedelsarbetareförbundet, är ett fackförbund inom LO bildat 1922 som organiserar livsmedelsarbetare i Sverige. 2016 var antalet medlemmar i Livs cirka 31 000 och antalet arbetsplatser som Livs hade avtal med var 1 148 stycken.
Livs samarbetar med andra fackförbund inom industrin under namnet Facken inom industrin (FI), som undertecknat Industriavtalet. Förbunden i FI är GS, IF Metall, Livs, Sveriges Ingenjörer och Unionen.

## Historia
- 1922 bildades Svenska Livsmedelsarbetareförbundet genom en sammanslagning av Svenska bageri- och konditoriindustriarbetareförbundet och Svenska slakteri- och charkuteriarbetareförbundet. Bageriarbetareförbundet hade bildats på en konferens i Göteborg av tio fackföreningar redan den 25 juli 1896 och med förste ordförande Anders Sjöstedt och sockerbagarnas förbund hade bildats i Stockholm 1898. De gick samman 1904 och bildade Svenska bageri- och konditoriindustriarbetareförbundet. 1903 bildades Svenska slakteri- och charkuteriarbetareförbundet på en konferens i Malmö. Det var således anställda inom bageri, konditori, slakteri och charkuteri som tillsammans grundlade Svenska livsmedelsarbetareförbundet.
- 1923 hade förbundet 9359 medlemmar.[2]
- 1924 överfördes ca 2500 arbetare ur yrkesgrupperna kvarn-, jäst- och margarinarbetare från De förenade förbunden
- 1929 kom man överens med Svenska handelsarbetareförbundet om att butiksbiträden överfördes dit, medan livsmedelsproduktionsarbetare överfördes till Livsmedelsarbetareförbundet.
- 1945 överfördes konservfabriksarbetarna från Svenska grov- och fabriksarbetareförbundet till Livs.
- 1964 uppgår Svenska tobaksindustriarbetareförbundet i Livs.
- 1965 uppgår även Svenska bryggeriindustriarbetareförbundet i Livs.
- 1968 överförs mejeriarbetarna från Handelsanställdas förbund.
- 1980 hade förbundet 58 857 medlemmar, varav 35 605 män och 23 252 kvinnor.[2]

## Branscher
Livs riktas till anställda i följande industrier:
| - Bagerier - Bakmedelsfabriker - Bryggerier - Brännvinsbrännerier - Charkuterier - Chokladfabriker - Fiskfileteringsindustrin - Fiskkonservindustrin - Fiskrökerier - Fjäderfäslakterier - Frukt- och grönsakskonservfabriker - Färdigmatsfabriker - Glassfabriker - Glykosfabriker | - Jästfabriker - Kafferosterier - Karamellfabriker - Kexfabriker - Konditorier - Konfektfabriker - Kvarnar - Lantbruk - Läskedrycks- och mineralvatten - Makaroni- och sagogrynsfabriker - Margarinfabriker - Marmelad- och syltfabriker - Mejerier - Potatisskalerier - Proteinförädlingsfabriker | - Saftfabriker - Senapsfabriker - Slakterier - Spisbrödsfabriker - Stärkelsefabriker - Tarmrenserier - Tarm- och hudförädlingsfabriker - Tobaks- och snusfabriker - Trädgårdsodling - Tunnbrödsfabriker - Vattenbruk - Vin- och spritfabriker - Äggproduktindustrin - Ättiksfabriker, kombinerad med konservtillverkning |

## Regionerna
Livs är indelat i fem regioner:
- Region Norr
- Region Mitt
- Region Syd
- Region Väst
- Region Öst

## Ordförande
Källa: 
- Anders Sjöstedt, 1896–1922
- J.O. Ödlund, 1922–1923
- John Rosenberg, 1923–1926
- Hilding Molander, 1927–1948
- Oscar Persson, 1948–1956
- Anton Johansson, 1956–1966
- Stig Ögersten, 1966–1969
- Åke Berggren, 1969–1978
- Lage Andréasson, 1979–1991
- Kjell Varenblad, 1991–1996
- Åke Södergren, 1996–2005
- Hans-Olof Nilsson, 2005–2017
- Eva Guovelin, 2017–2025[5]
- Natasa Stojkovic, 2025[6]–